# San Escobar

La bandera ficticia de San Escobar que usan los bromistas.

San Escobar es un país inexistente originado por un error del ministro de Relaciones Exteriores de Polonia, Witold Waszczykowski.

## Origen
El 10 de enero de 2017, Waszczykowski dijo a los periodistas que, en una candidatura por un asiento no permanente para Polonia en el Consejo de Seguridad de la ONU, se reunió con funcionarios de varios países, incluidas algunas naciones del Caribe, con algunos de ellos «quizás por primera vez en la historia de nuestra diplomacia. Por ejemplo con países como San Escobar o Belice». Una portavoz del gobierno dijo que había sido un lapsus linguae de San Cristóbal y Nieves.

## Fenómeno de internet

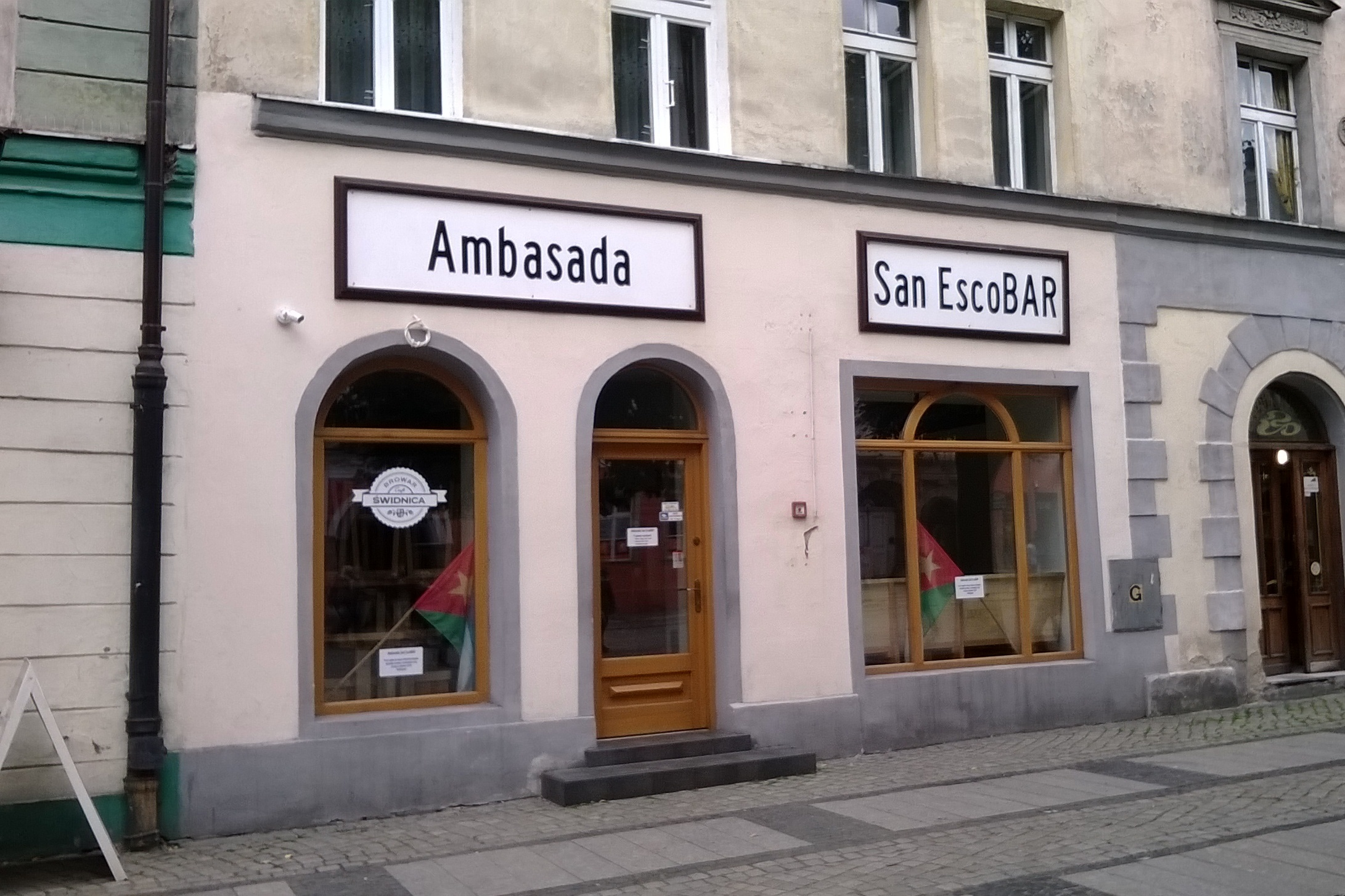
«Ambasada San EscoBAR», cervecería inaugurada en agosto de 2017 en Świdnica, Polonia.

Las noticias sobre San Escobar arrasaron en numerosos medios de comunicación de todo el mundo. Como resultado, el país ganó una presencia significativa en Internet y se le otorgó espontáneamente una identidad ficticia en las redes sociales (Twitter, Facebook), incluida una bandera (franjas azules, blancas y verdes, con una estrella amarilla de cinco puntas en un triángulo rojo), fotos y mapas. La página de Facebook fue creada por Jarek Kubicki, miembro del partido político Razem. En un día, el hashtag #SanEscobar fue rastreado por más de 2 millones de personas y se convirtió en el más popular dentro del segmento polaco de Twitter. San Escobar también se ha convertido en tema de numerosas noticias de broma, por ejemplo, sobre el nombramiento de un agregado militar y su agradable ecología. Muchos de ellos hacen un juego de palabras con el narcotraficante colombiano Pablo Escobar, popularizado a través de la serie de televisión Narcos.
Una cuenta de Twitter de 'República Popular Democrática de San Escobar' (@rpdsanescobar), que rápidamente saltó a la fama. Anunció pleno apoyo a Waszczykowski en su empeño, y procedió a emitir varios comunicados de prensa en español e inglés, incluyendo un reproche a San Cristóbal y Nieves: la corrección de la vocera polaca fue interpretada como un intento de frustrar las relaciones Polonia-San Escobar. San Escobar emite un periódico, San Escobar Times (también en Twitter). San Escobar también se ha convertido en un popular destino turístico a través de El Niño Airlines. Por un tiempo la frase «¿Quizás mejor lo dejo todo y me vuelo a San Escobar?» (en polaco: „A może rzucić to wszystko i polecieć do San Escobar?”) se volvió popular; esta era un juego de palabras con el refrán polaco "A może rzucić to wszystko i wyjechać w Bieszczady". El servicio de venta de boletos Fru escribió que solo hay boletos de ida a San Escobar. Netflix (el creador de Narcos) supuestamente también afirmó que ya tiene boletos de avión para vender. Durante un tiempo, Wikipedia tuvo un artículo completo sobre el país, incluido el recuento de población y su ciudad capital (Santo Subito). Pronto se crearon otras cuentas para entidades políticas y de otro tipo dentro de San Escobar, como una para 'El Frente Comunista de San Escobar', que lidera una guerra de guerrillas contra el gobierno del país ficticio.
Waszczykowski se convirtió rápidamente en blanco de todo tipo de burlas. Por ejemplo, un periódico publicó sugerencias de otros países para que Waszczykowski las considerara, como San Serriffe o varias micronaciones.
En 2017, Waszczykowski ganó la encuesta de oyentes del Polskie Radio Program III Srebrne Usta (pl) "por la expresión más sorprendente o divertida de una persona pública polaca. Al recibir el premio, Waszczykowski comentó: «Prefiero esperar la nota de reconocimiento de la Sociedad Geográfica. No llegó».
El fenómeno de San Escobar se convirtió en tema de un artículo académico.